# Alhucemas (película)
Alhucemas es una película dirigida por José López Rubio y estrenada en el año 1948. De temática bélica, es una exaltación de los valores castrenses en boga en la época de la posguerra. Contó con los asesores militares Luis Cano Portal, comandante, y como asesor naval, Luis Suárez de Lezo, comandante.

## Argumento
Un capitán de infantería novato y un poco torpe llega a convertirse en un oficial militar según el modelo de la época. Supuso uno de los primeros papeles protagonistas de Sara Montiel.